# 굿스촌
굿스촌(屈巣村)은 사이타마현의 북동부 기타사이타마군에 속했던 촌이다. 

## 지리
- 현재의 고노스시에 해당한다.

## 역사
- 1889년 4월 1일 - 정촌제 시행에 수반해 기타사이타마군 굿스촌이 성립하였다.
- 1954년 3월 31일 - 기타사이타마군 히로타촌, 교와촌과 합병해, 가와사토촌이 신설해 폐지하였다.
- 2001년 5월 1일 - 가와사토촌이 정으로 승격해, 가와사토정이 되었다.
- 2005년 10월 1일 - 가와사토정이 기타아다치군 후키아게정과 함께 고노스시에 편입되었다.